# Pin de Corée
Pinus koraiensis
Espèce
Classification phylogénétique
Statut de conservation UICN

 LC  : Préoccupation mineure
Statut CITES
Le pin de Corée (Pinus koraiensis) est une espèce de pin propre à la Corée, au Japon, à la Sibérie et à la Mandchourie.
Il donne des pignes couvertes d’une peau blanche. La peau est plus fine que celle des autres espèces, et les pignons sont également plus gros.
Les pins blancs de Corée, découverts en 1994 dans le village de Raengjong-gol (arrondissement de Rinsan, province du Hwanghae du Nord), en Corée du Nord, peuvent donner des graines ou pignons de pin, riches en huile, six ou sept ans après la plantation, contre quinze ans pour les autres pins de Corée.
Avec Pinus sibirica, Pinus koraiensis fait partie des pins blancs que les Russes appellent « cèdre ».

## Répartition
Ce taxon se rencontre dans les pays suivants : Chine, Corée du Nord, Corée du Sud, Japon, Russie.

## Systématique
Le nom correct complet (avec auteur) de ce taxon est Pinus koraiensis Siebold & Zucc..
Ce taxon porte en français le nom vernaculaire ou normalisé suivant : pin de Corée,,.
Pinus koraiensis a pour synonymes :
- Apinus koraiensis (Siebold & Zucc.) Moldenke
- Pinus cembra var. excelsa Maxim.
- Pinus cembra var. excelsa Maxim. ex Rupr.
- Pinus cembra var. mandschurica (Rupr.) Carrière
- Pinus koraiensis subsp. prokoraiensis (Y.T.Zhao, J.M.Lu & A.G.Gu) Silba
- Pinus mandschurica Rupr.
- Pinus mandshurica Rupr.
- Pinus prokoraiensis Y.T.Zhao
- Pinus strobus Thunb.
- Strobus koraiensis (Siebold & Zucc.) Moldenke

## Galerie

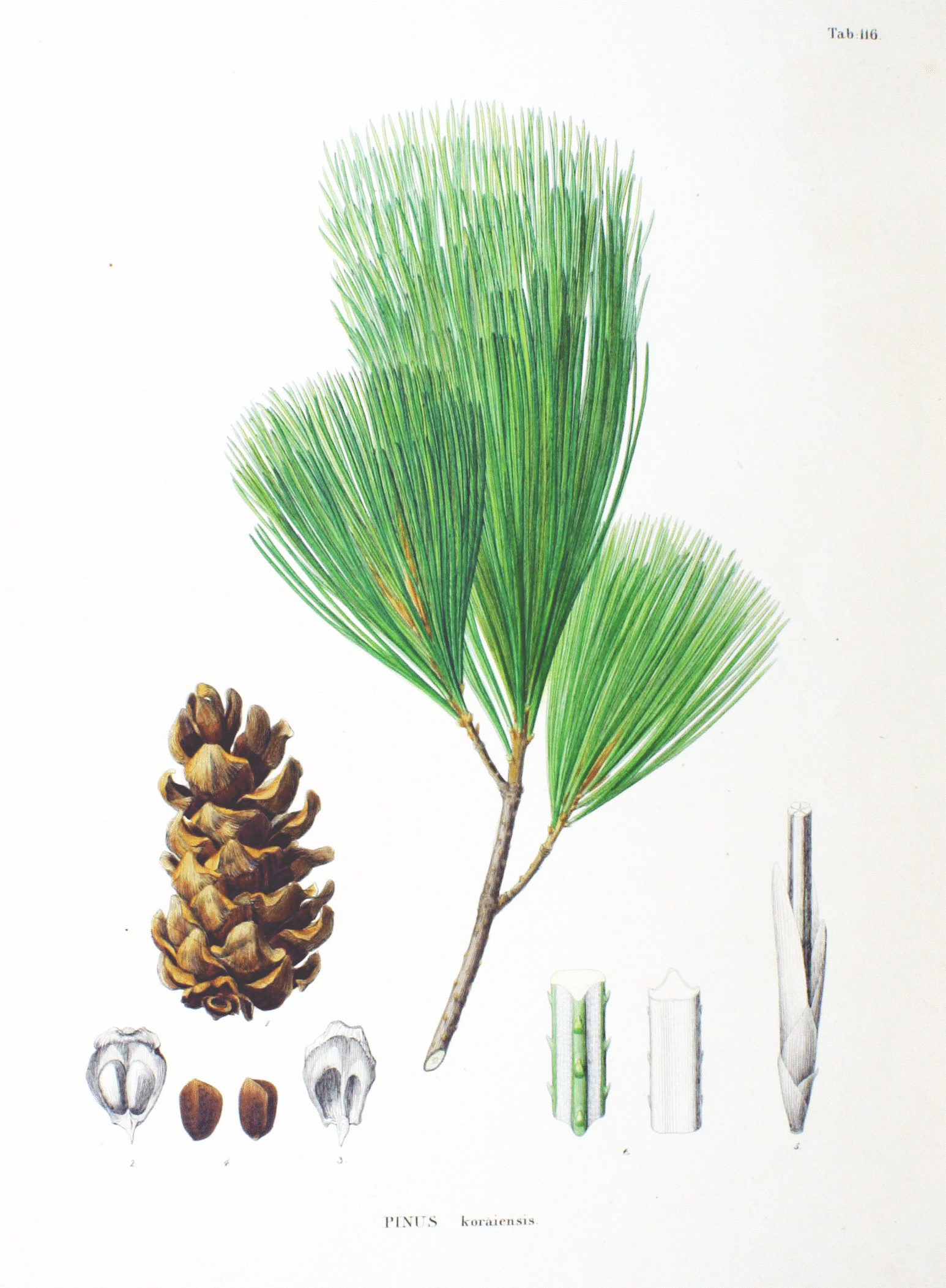
Image originelle du Flora Japonica Philipp Franz von Siebold et Joseph Gerhard Zuccarini